# Gustav Weißkopf
Gustav Albin Weißkopf (angolosítva: Gustave Whitehead) (Leutershausen, 1874. január 1. – Bridgeport, Connecticut, 1927. október 10.) német–amerikai feltaláló volt, a motoros repülés egyik első úttörője. Saját – és kisszámú szemtanú – állítása szerint 1901. augusztus 14-én (bő két évvel a Wright fivérek előtt) ő hajtotta végre az első motoros repülést saját fejlesztésű repülőgépével. Állításait vitatják, mivel nem maradtak fenn fotók a levegőbe emelkedett gépről és későbbi munkássága során nem tudott repülőképes gépeket alkotni.
Munkásságának magyar vonatkozásai vannak. Magyar születésű feleségével, Tuba Lujcával (Louise) Bridgeport West End városrészének számos magyar család lakta részén telepedtek le és a repülő eszközeinek elkészítésében a helyi magyar közösség hathatós segítséget nyújtott neki.

## Származás és képesítés
1874-ben Karl Ernst Weißkopf (1848–1887) és Babette Wittmann (1849–1886) második gyermekeként született Leutershausenben. A szülők hat hónappal születése előtt házasodtak össze. Első gyermekük az 1871-ben született Eva Babetta volt. Az apa Ansbachból származott, az anya Colmbergből. 1875-ben, 1876-ban és 1878-ban egy-egy fiúgyermek érkezett a családba (Karl, Nikolaus és Johann). Az 1879-ben hatodikként született Maria csak fél évet élt. 1884-ben Marie Katharine Höchst am Mainban született meg. A mindössze 37 éves anya itt hunyt el 1886 októberében. Az apa négy és fél hónappal később, 1887. február 26-án Fürthben halálozott el. A hat testvér szüleik elvesztése után nem maradt együtt. Gustav és Karl az ansbachi nagyszülőkhöz kerültek.
Gustav Weißkopf 1887-ben először könyvkötészetet tanult, de tanulmányait megszakította és egy lakatos mellé küldték. Az első év során ezekkel a tanulmányokkal is felhagyott, miután engedély nélkül elhagyta Ansbachot. 1889 júniusától augusztusig napszámosként Frankfurt-Höchstben dolgozott.

## Kivándorlás
Az ezt követő életpályájáról keveset tudni, míg nyolc évvel később ki nem vándorolt Amerikába. Feltehetőleg a brazíliai Porto Alegrébe utazott. Miután rövid időt töltött el az ország még érintetlen területein Rio de Janeiróba utazott. Vélhetőleg 1895-ben utazott az Egyesült Államokba. Gustav Weißkopf soha nem mondott le német állampolgárságáról és nem folyamodott más állampolgárságért. Az Egyesült Államokban a nevét azonban angolosított formában, Gustave Whiteheadként használta. Állítása szerint az USA-ba való letelepedése előtt vitorláshajókon teljesített szolgálatot és előzőleg Brazíliában vitorlázó repülőgépeket épített és ezekkel repült is. Állítása szerint Chilében a kondorok, a Horn-foknál pedig az albatroszok reptét tanulmányozta és mindkét madárból befogott egyet-egyet, hogy a szárnyfesztávolságuk és a testsúlyuk közötti arányt összehasonlíthassa. Saját állítása szerint egyszer még visszatért Németországba, hogy találkozhasson Otto Lilienthallal és a munkatársa illetve tanítványa lehessen. Lilienthal iratai között azonban nem találni ezt az állítást alátámasztó feljegyzést.

## Repülő szerkezetek fejlesztése és építése

### ABoston Aeronautical Societyalkalmazásában
Weißkopf életútjáról bizonyosat 1897-től lehet ismét tudni. A Boston Aeronautical Society az elmúlt két év során azon ügyködött, hogy a világhírnévre szert tett Lilienthalt Bostonba csábítsa előadások és gyakorlati repülőoktatások tartása végett. Lilienthal 1896 augusztusában bekövetkezett halála után a bostoni társaság úgy határozott, hogy megépítteti a Lilienthal-féle siklórepülő másolatát. Erre a feladatra Brazíliában vitorlázó repülőgépekkel szerzett tapasztalatai és – állítólagos – Lilienthallal való korábbi együttműködése miatt Gustav Weißkopfot szemelték ki. A társaság szolgálatában két repülő szerkezetet épített, melyek azonban repülésre alkalmatlanok voltak. A kudarcot követően az Aeronautical Society menesztette, ő pedig Bostont elhagyva New York-ba ment, ahol egy sport- és játékszergyárban talált munkát. 1897. november 24-én Buffalóban feleségül vette Tuba Lujcát (Louise Tuba), egy németül is beszélő magyar bevándorlót. A házasságlevélen a foglalkozását aeronautaként (Aeronaut) adta meg.
Baltimore és Johnstown érintésével a család 1899-ben Pittsburgh-ben telepedett le, ahol Weißkopf egy szénbányában kapott állást.
Itt ismerkedett meg egyik munkatársával, Louis Darvarich-csal, aki segítségére volt a repülőgépek megépítésénél. Darvarich 1934. július 19-én eskü alatt a következőképpen vallott a Weißkopffal való repülésről:
„1899 áprilisában vagy májusában volt, mikor jelen voltam és repültem Whitehead úrral, akinek sikerült egy gőzmotorral hajtott géppel felemelkednie. A körülbelül 8 méter magasságban végrehajtott repülés több mint egy mérföld hosszú volt. Pittsburgh-ben került rá sor és még hozzá Whitehead egyfedelűjével. Nem sikerült egy háromemeletes épületet megkerülnünk és a gép lezuhanásakor súlyos égési sérüléseket szenvedtem a gőztől, mivel én fűtöttem a kazánt. Emiatt pár hetet kellett eltöltenem a kórházban. Pontosan emlékszem erre a repülésre. Whitehead úr sértetlen maradt, mivel a gép elülső részében ült és onnan irányította a gépet.”
Egy New York-i újság 1901-ben interjút közölt le Weißkopffal, melyben említést tett erről a repülésről.

### Az Nr. 21 jelzésű gép kifejlesztése és megépítése

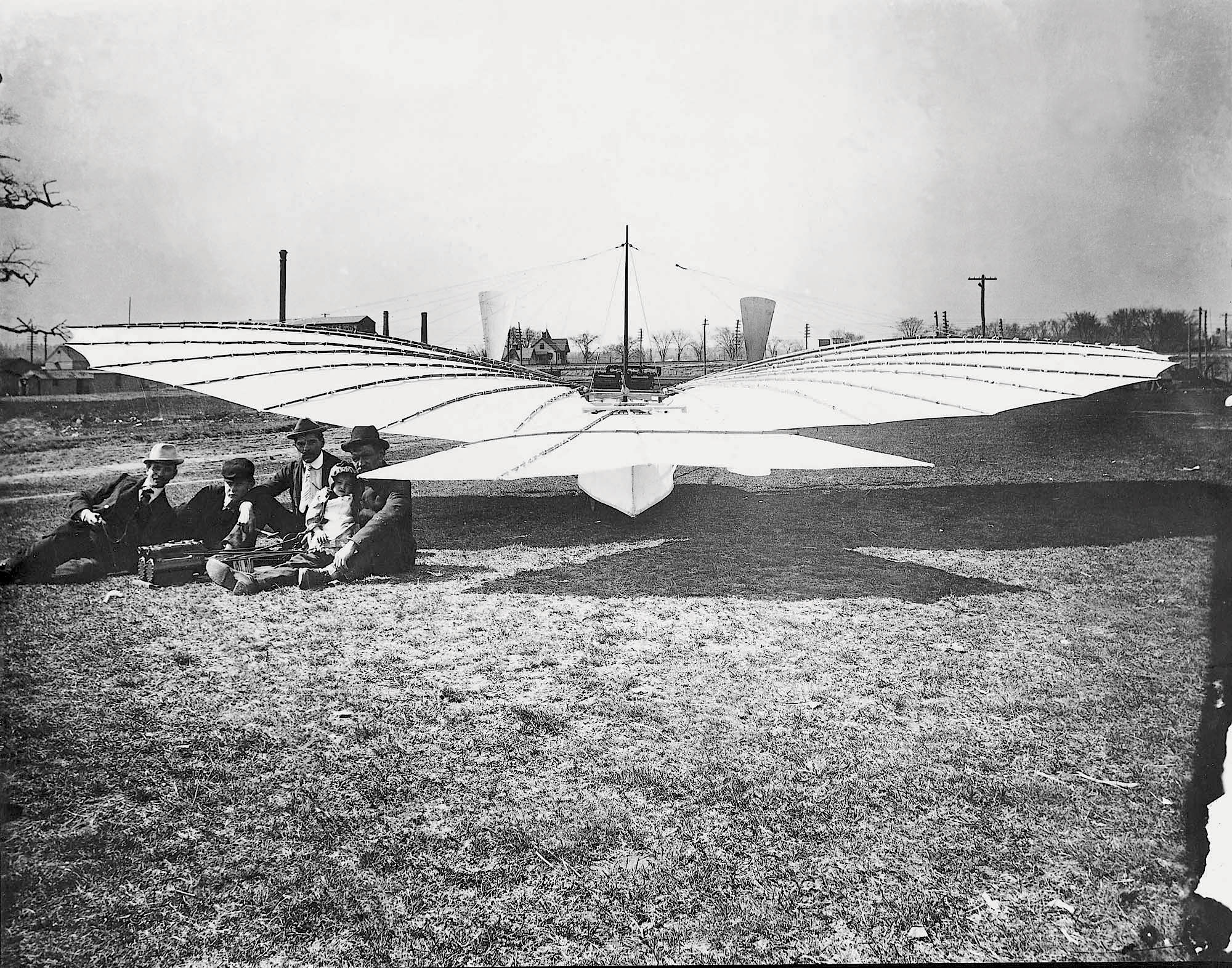
Gustav Weißkopf (jobboldalt) Rose lányával az Nr. 21 jelű gépe mellett 1901-ben

1900-ban Weißkopf a connecticuti Bridgeportban telepedett le és a Willmot&Hobbs cégnél éjjeli őrként dolgozott, így elég ideje maradt ahhoz, hogy nappal a repülő szerkezeteinek kifejlesztésével és megépítésével foglalkozzon. A repülőihez saját maga építette meg a motorokat. Sikerült rávennie a repülés iránt érdeklődő Stanley Y. Beachet és apját, a Scientific American-t kiadó Frederick C. Beachet arra, hogy anyagilag támogassák. A gépek elkészítéséhez a szomszédságából hívott segítőket, köztük számos magyar származásút is. Andrew és Bert Papp szerelőként ténykedtek Weißkopf mellett, míg a szerkezetek borításához szükséges varró munkát felesége és számos más magyar származású nő végezte.
A Minneapolis Journal 1901. július 26-ai számában számolt be Weißkopf az első általa épített pilóta nélküli repülőgéppel való első felszállásról, mely még az év május 3-án történt. A cikk leírásában megemlítették a repülőgép kihajtható, bambuszcsövekből és pamutból álló hordfelületeit, a két propellert megforgató második motor beindítását és az ezt követő repüléseket a személyzetet helyettesítő 220 fontnyi ballaszttal. A repülőgép 12 méteres magasságot ért el és fél mérföldet tett meg.
A Nr. 21 hordfelülete és vízszintes vezérsíkja formára megegyezett a Lilienthal által alkalmazott konstrukciókéval. A gép kialakítását tekintve csónakot formázott és rendelkezett futóművel is. Két saját építésű motorja közül a 10 lóerős a futóművet hajtotta meg, míg a 20 lóerős a két propellert. A „farokuszonnyal” fel és le lehetett mozgatni, így magassági kormányként funkcionált, oldalkormánnyal és csűrőlapokkal azonban nem rendelkezett. A tengely mentén való elfordulást a két propeller eltérő sebességre való állításával oldhatták meg.

### Embervezette motoros repülés
1901. augusztus 18-án adott hírt a vasárnaponta megjelenő Bridgeport Herald a hét szerdáján, 1901. augusztus 14-én végrehajtott 220 fontnyi ballaszttal, majd azt követően az első ember vezette motoros repülésről, melyet egy fél mérföld megtétele után puha landolással zártak. Behajtott szárnyakkal a 30 cm-es fakerekein haladva a gép 45 km/h-s sebességet ért el. Az ismeretlen szerző magán és Weißkopfon kívül annak két segítőjét, James Dickie-t és Andrew Cellit említi, mint szemtanút a Fairfield melletti helyszínen. A cikkhez egy a repülő gépről készített rajzot és egy Weißkopfról készült fotót mellékeltek illusztrációként. A Bridgeport Heraldon kívül a Bridgeport Evening Post is beszámolt az eseményről 1901. augusztus 26-án és számos más újság is átvette a hírt.
A Cook County Herald 1901. október 26-ai számában Weißkopfot, amint az állítása szerint előző kedden repült először és a következő repülőgépét acélcsövekből és vászonból tervezi összeállítani bambusz és pamut helyett.

### A repülőgépgyár alapítása
1901 őszén Weißkopf 10.000 $ összegű támogatást (tőkét) kapott a New York-i Herman Linde vállalkozótól, amiből egy repülőgépgyárat alapított és melyben főként könnyű és erős repülőgépmotorokat szándékozott gyártani. A St. Louis Republic 1901. november 18-án idézte Weißkopfot, amint állítása szerint támogatójával néhány hónapon belül repülőgépet bocsáthatnak a piacra. 1901 novemberében már tizenöt szerelő és két mérnök dolgozott az üzemben. 1902 januárjában megszűnt a partnerség és 1904-ben Linde bejelentette, hogy egy önerőből felszállni képes repülőgépet kíván építeni. Később rövid időre zárt pszichiátriára utalták be egy „triviális incidens” miatt.
Weißkopf 1902 tavaszán jelentette be, hogy január 26-án új Nr. 22 jelű repülőgépével két sikeres repülést hajtott végre, melyek közül az egyikkel közel két mérföld, a másikkal több mint hét mérföld távolságot tett meg. A washingtoni The American Inventor újságnak küldött két levelében Weißkopf a Long Islands Sounds vizei felett végrehajtott két tesztrepülést ír le, melyek kielégítően zajlottak le és mindkét esetben puha vízen való landolással végződtek. A második, hosszabb repülés során a levegőben körözött, mielőtt a starthely közelében vízre tette a gépet. Weißkopf állítása szerint az emberei segítségére voltak a gép szállításában és a partra való kivontatásában. Elmondása szerint a két propeller fordulatszámának változtatásával – mint ahogy korábban már az Nr. 21 esetében is – képes kanyarodásra bírni a gépet. Az Nr. 22 elődjénél erősebb, 40 lóerős motort kapott. Szerinte a repülőgép ezzel a motorral legalább 110 km/h sebességet képes elérni. A The American Inventor magazinnak az Nr. 22-ről nem küldött fényképeket, amit azzal indokolt, hogy a rossz időjárás miatt nem tudta a fotókat elkészíteni. Helyette a korábbi Nr. 21-ről küldött képeket, mivel a két gép nagyban hasonlított egymásra.
Nincs tudomás arról, hogy az Nr. 22-ről fennmaradt volna fotó és a gép sorsa ismeretlen. Állítólagos két illetve hétmérföldes repüléseit a következő tíz év során nem sikerült túlszárnyalnia, habár még számos repülőgépet épített és még számos alkalommal próbálkozott sikertelenül startolással.

### Könnyű repülőgépmotorok

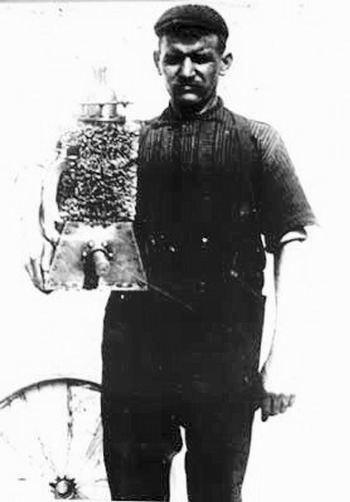
Gustav Weißkopf az egyik saját készítésű motorjával

George R. Lawrence támogatásával Weißkopf 1908-ban összeállított egy megbízható, 75 lóerős kétütemű motort, mely a New Yorkban irodával rendelkező bridgeporti Whitehead Motor Works alapterméke lett. A cég 25, 40 és 75 lóerős, 48, 72 illetve 100 kg-os motorokat árult.

### A kísérletek vége
1910-ben Stanley Beach felhagyott Weißkopf régóta tartó támogatásával. Ezt azzal magyarázta, hogy Weißkopfnak 1910-ig nem sikerült egy önállóan levegőbe emelkedni képes repülőgépet megalkotnia. („after so many failures and when he had failed to make his aeroplane take off and fly under its own power“).
1911-ben Weißkopf egy megbízótól 5000 dollárt kapott, hogy készítsen motort egy korai változatú helikopterhez. Miután az általa tervezett és épített motor nem volt képes a kívánt teljesítmény leadására, a megbízó visszakövetelte tőle az összeget. Mivel Weißkopf fizetésképtelen volt, 1912-ben zárolták vagyonát. Ez önállósága is megszűnt.

## Halála
Cége elvesztését követően Weißkopf haláláig gyári munkásként dolgozott Bridgeportban. 1914-ben feleségével és négy gyermekével Jehova tanúi szekta tagjaivá lettek.
Weißkopf 1927. október 10-én hunyt el házában szívinfarktus következtében és október 12-én egy szegényeknek fenntartott sírhelyben helyezték örök nyugalomra Bridgeport Lakeview temetőjében. Mivel a családnak nem volt pénze sírkő elkészítésére, 1964-ig nem volt feltüntetve a neve a sírján.

## Értékelés
A Weißkopf által 1901-ben végrehajtott motoros repülés mindmáig vitatott, ami a fellelhető kevés forrásnak, a repülésekről fennmaradó fényképek hiányának és a fellelhető forrásokban előforduló számos ellentmondásnak tudható be. Weißkopf évekig tartó fáradozása a repülőgépek és hasznosítható hajtóművek területén tényként kezelhető, azonban az 1937 óta tartó intenzív kutatások sem tudtak a valóság és a fikció között egyértelmű határt húzni. Az említett 1901 augusztusi repülést több utángyártott modellel is megpróbálták kivitelezni:
- Az Egyesült Államokban 1985-ben láttak hozzá Weißkopf gépének megépítéséhez, mellyel 1986. december 29-én több repüléssel 100 m-ig terjedő távokat tettek meg a levegőben.[26]
- 1998. február 18-án egy Németországban legyártott modellel 428 méteres legnagyobb repülési távot értek el.[27]

Azonban az eredetivel ellentétben mindkét újonnan legyártott példány külön motorral rendelkezett a két propellerhez. A Németországban legyártott modellt ezenkívül ellátták csűrőkkel is, hogy ezáltal valamelyest irányíthatóvá tegyék.
Az első motoros repüléssel kapcsolatos vita újjáéledését az ausztrál John Brown repüléssel foglalkozó történész és pilóta könyve illetve interneten megjelent cikkei váltották ki. Brown többéves kutatása során nagy számú újságcikket gyűjtött össze, melyek véleménye szerint bizonyítékul szolgálnak arra, hogy Weißkopf már két és fél évvel a Wright fivérek előtt motorral hajtott repülő szerkezettel repült. A legrégebbi, évente megjelenő Jane’s All the Worlds Aircraft repüléssel foglalkozó szakfolyóirat 2013-as számának vezércikkében a lap főszerkesztője, Paul Jackson 2013-ban amellett foglalt állást, hogy Gustav Weißkopf hajtotta végre az első motoros repülést. A magazin később személyes álláspontot képviselő vitairatként határozta meg a Paul Jackson által írottakat.
Tom Crouch történész és a washingtoni Smithsonian Institutionhoz tartozó Air and Space Museum rangidős aeronautikai kurátora is azon a véleményen volt, hogy nincs meggyőző bizonyíték arra, hogy Weißkopf hajtotta végre az első repülést. Crouch észrevételei így megegyeznek a Smithsonian és Orville Wright családja között 1948-ban kötött titkos szerződésben foglaltakkal. Ebben a múzeum a Wright fivérek repülőgépmodelljének átvételéért cserébe kötelezte magát, hogy kizárólag azt az álláspontot képviselik, miszerint a fivéreké volt az első repülés.
A müncheni Deutsches Museum szakértői egy „A repüléstörténet korai története: Gustav Weißkopf volt az első motoros repülő?” („Frühe Geschichte der Luftfahrt: Gustav Weißkopf als erster Motorflieger?“) témakörben tartott szimpózium során tartott előadásuk során azt az álláspontot képviselték, hogy az Nr. 21 fennmaradt technikai részletei nem engednek arra következtetni, hogy a szerkezet repülőképes lett volna.

## Emlékezete

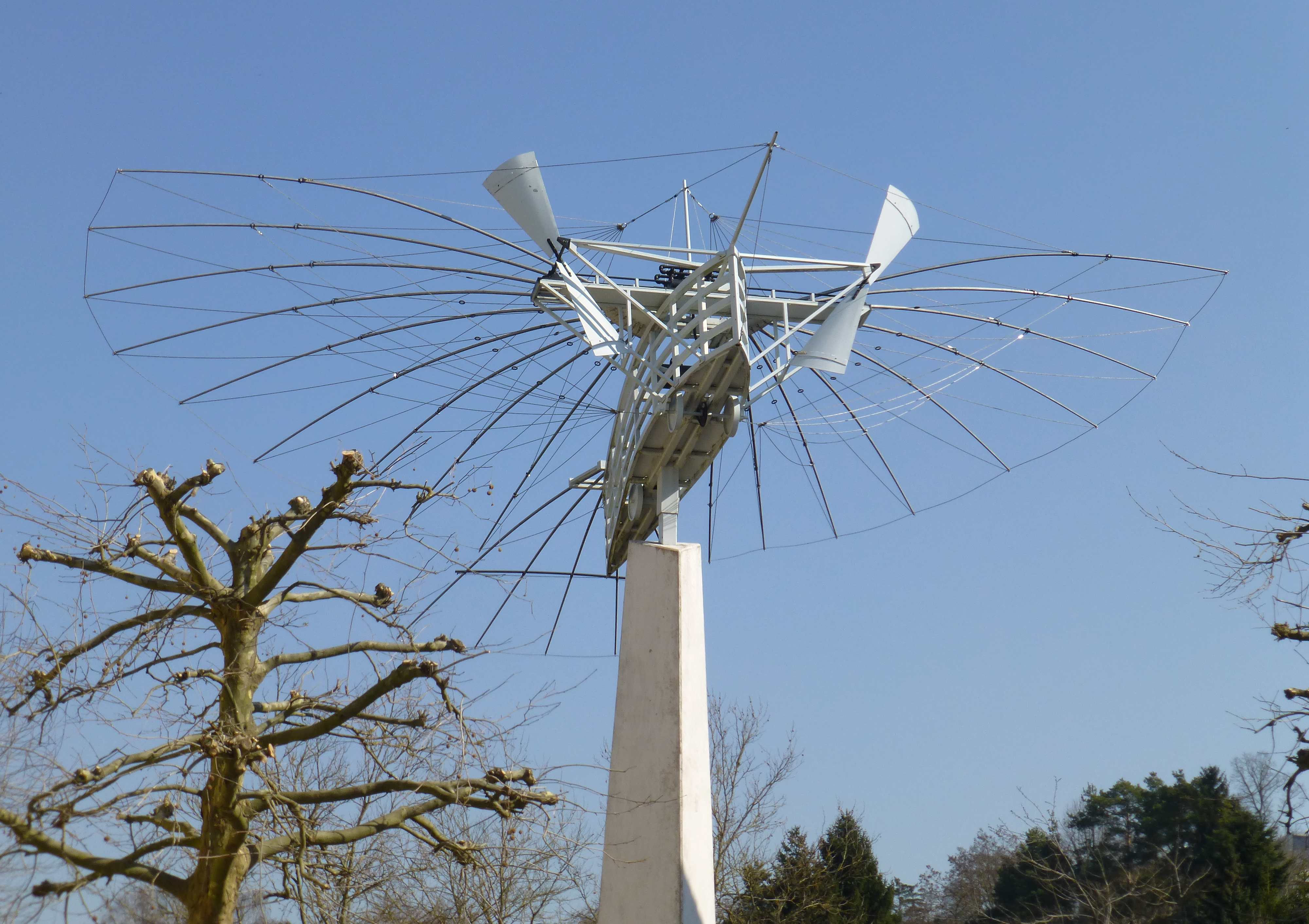
Weißkopf emlékműve Leutershausenben

- Leutershausenben 1974-ben hozták létre a Deutsche Flugpionier-Museumot.[36]
- A bridgeporti Discovery Museum & Planetarium 1986 és 2015 között First in Flight névvel tartott állandó kiállítást, melyben bemutatták Weißkopf Nr. 21 gépének nagyméretű modelljét.[37]
- Az Aeronauticus musicalben bemutatják Gustav Weißkopf életét. A darabot Cadolzburgban mutatták be 2013. június 20-án.[38][39]
- Connecticut állam 2013 júniusában emléknapot vezetett be Weißkopf (Whitehead) tiszteletére.[40] Az Egyesült Államok északnyugati részén lévő állam évek óta vitában áll Észak-Karolinával a „First Flight State” címért. A „First in Flight” („Első a repülésben”) felirat egyike Észak-Karolina mottóinak és Wrighték repülőszerkezete ismertetőjelként szerepel a gépjárművek rendszámtábláján.[41]
- 2014. január 1-én a Flughistorische Forschungsgemeinschaft Gustav Weißkopf a repülés úttörőjét különkiadású bélyeggel méltatta.[42]
- Az erfurt-weimari repülőtéren egy utcát Weißkopf után neveztek el.

## Fordítás
- Ez a szócikk részben vagy egészben  a   Gustav Weißkopf című német Wikipédia-szócikk ezen változatának fordításán alapul.  Az eredeti cikk szerkesztőit annak laptörténete sorolja fel. Ez a jelzés csupán a megfogalmazás eredetét és a szerzői jogokat jelzi, nem szolgál a cikkben szereplő információk forrásmegjelöléseként.

## Film
- Pioniere am Himmel. Das Rätsel um den ersten Flug. (Úttörők az égen. Az első repülés rejtélye. – alternatív francia cím: La conquête du ciel. L’énigme du premier vol motorisé.) német dokumentumfilm, 2016, időtartam: 52:30, Artemis International, arte, ZDF, Első adás: 2016. július 23. (arte), Inhaltsangabe von arte.

## Linkek
Portálok
- Flughistorische Forschungsgemeinschaft Gustav Weißkopf (FFGW). In: weisskopf.de
- John Brown: gustave-whitehead.com Gustave-Whitehead.com (német, angol)
- John Brown: Warum Gustav Weißkopf als erster Motorflieger anerkannt wurde. In: pressebuero, 2013. április 29., számos illusztrációval
- Whitehead Archiválva 2011. február 26-i dátummal a Wayback Machine-ben, (Weißkopffal kapcsolatos cikkek gyűjteménye fotókkal. Russel Naughton összeállítása, angol)
- Gustave Whitehead. In: Flying Machines, (angol)
- Willkommen in der Welt des Flugpioniers und ersten erfolgreichen Motorfliegers, Gustav Weisskopfnak szentelt honlap

Újságcikkek
- Zitat der Berichte über den Erstflug in Boston Transcript und New York Herald (angol nyelvű újságcikkek, melyek a Bridgeport Herald egy korábbi cikkle alapján íródtak)
- Pierluigi Duranti: Did He Actually Fly Before The Wright Brothers? - Air Sports International (via Internet Archive; az FFGW információinak értékelése)
- Der tollkühne Mann in der ersten fliegenden Kiste. In: Handelsblatt, Januar 2014, január 2.